# Richard Spiegelburg
Richard Spiegelburg (ur. 12 sierpnia 1977 w Georgsmarienhütte) – niemiecki lekkoatleta, skoczek o tyczce.
Skok o tyczce uprawia także jego młodsza siostra – Silke.

## Osiągnięcia
- złoty medal Uniwersjady (Palma de Mallorca 1999)
- 4. miejsce podczas halowych mistrzostw Europy (Gandawa 2000)
- 6. lokata na mistrzostwach świata (Edmonton 2001)
- wielokrotny mistrz Niemiec

## Rekordy życiowe
- skok o tyczce - 5,85 (2001)
- skok o tyczce (hala) - 5,75 (2005)